# ル・ブルジェ空港
ル・ブルジェ空港（フランス語: Aéroport Le Bourget、英語: Le Bourget Airport）はフランスのパリ郊外にある空港。空港の位置は現在セーヌ=サン=ドニ県とヴァル=ドワーズ県にまたがっている。

## 概要

### パリで最初の本格的空港

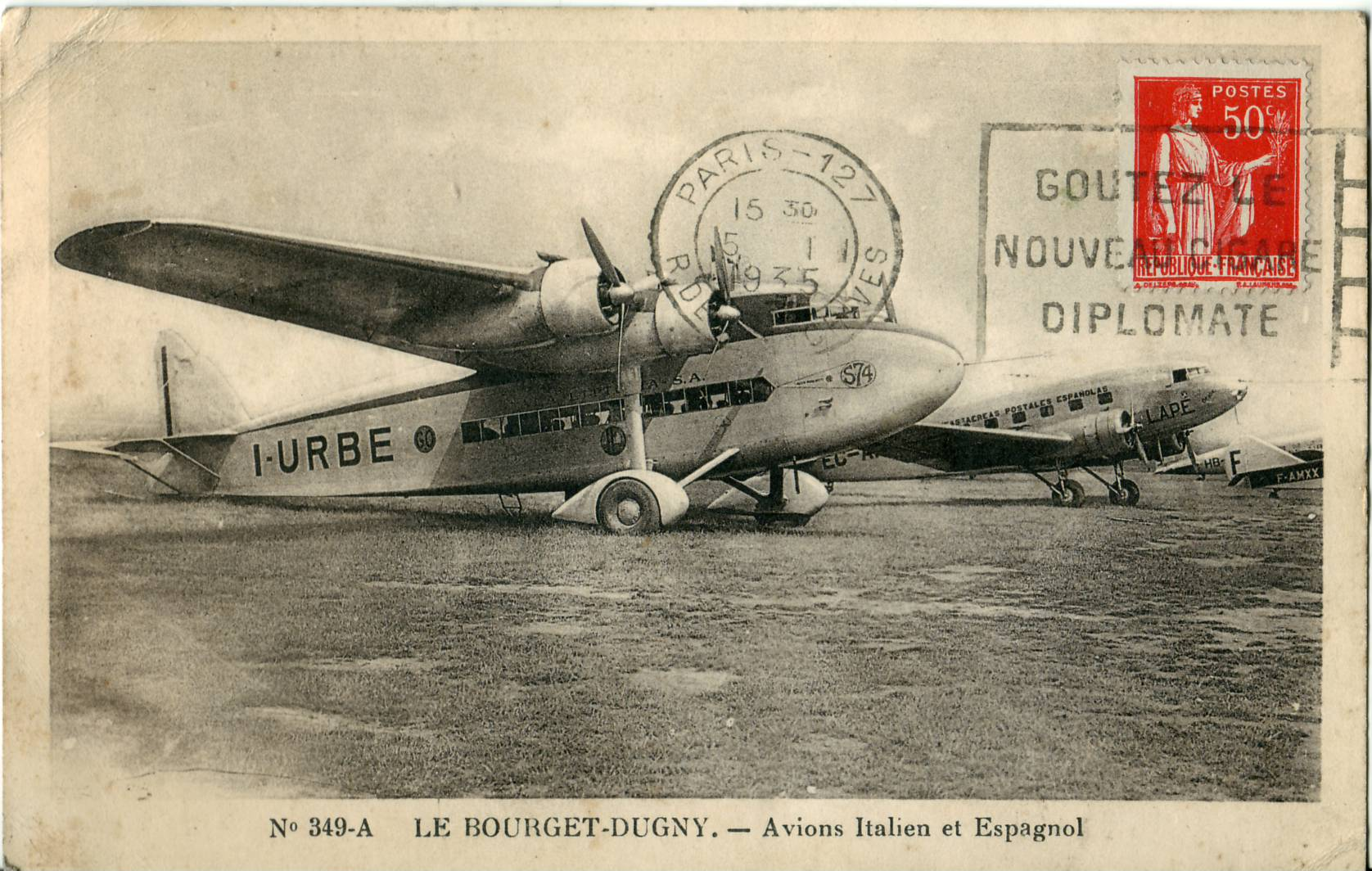
1930年代のル・ブルジェ空港

パリで最初、そしてフランスで最初の本格的空港として、パリ郊外北方のセーヌ=サン=ドニ県のル・ブルジェに1919年に開港した。
その後1932年にパリの南方にオルリー空港が開港するまでの間、パリで唯一の国際空港として、SGTAやエール・オリアン、アエロポスタル航空などのフランスの航空会社のハブ空港として機能するほか、ヨーロッパ各国から多くの航空会社が乗り入れていた。1923年に緊急信号が考案された際にはヨーロッパで最も利用数が多かったことから、フランス語由来のメーデーが採用された。
1927年にアメリカ人のチャールズ・リンドバーグが世界初の大西洋無着陸横断飛行を行ったときに着陸したことで知られている他、1937年には日本の飯沼正明が操縦する神風号が東京の立川飛行場とロンドンの間を結ぶ世界記録飛行の際に立ち寄ったことでも知られている。

### 現在
第二次世界大戦後暫くの間は、オルリー空港とともにパリの主要空港として使用され、主に国内線や近距離国際線に使用されていた。
1970年9月27日、航空機に積み込まれる予定であった荷物が爆発する事件が発生。同日にはオルリー空港でも荷物が爆発する事件が発生していた。
1974年にロワシー・アン・フランスにシャルル・ド・ゴール国際空港が完成して以降、定期旅客便はそちらに移行した。
現在は、プライベート機の発着や初夏に行われるパリ航空ショーの会場として知られている。隣接するル・ブルジェ航空宇宙博物館には、コンコルドをはじめとする過去のフランス製の各種航空機やロケット、武器などが多数保存されている。